# Cape Split
Cape Split ist eine Landzunge an der Küste der Bay of Fundy in der kanadischen Provinz Nova Scotia.
Cape Split liegt im Kings County und ist eine Fortsetzung der North Mountain. Cape Split besteht aus Basalt des Mesozoikums. Die schichten gehören der Scots Bay Formation an (Trias) und hier der North Mountain Formation. Im Einzelnen handelt es sich um die Subformationen East Ferry, Margaretsville und Brier Island. Das Kap trennt den Hauptteil der Bay of Fundy vom Minas Basin, einem Unterbecken der Bay of Fundy im Osten.
Die Halbinsel ist 7 km lang und zwischen mehreren hundert Metern und einigen Kilometern breit. Beide Seiten der Halbinsel sind durch Klippen begrenzt, die einen Blick auf die Gezeitenströme erlauben.
Cape Split liegt im 2019 gegründeten Cape Split Provincial Park, einem Provincial Park in Nova Scotia mit einer Größe von 4,5 km². Der Provincial Park bietet zwei Wanderwege, die sich zu einem Rundweg kombinieren lassen: den Minas Basin Trail (6,2 km) und den Scots Bay Trail (7 km). Beide Wanderwege führen zur Spitze der Landzunge und bieten verschiedene Aussichtspunkte auf das Minas Basin und die Scots Bay. Mit Ausnahme der Spitze der Landzunge ist der meiste Teil der Halbinsel mit einem Küstennadelwald bedeckt.